# Androsace centriberica
Androsace centriberica är en viveväxtart. Androsace centriberica ingår i släktet grusvivor, och familjen viveväxter.

## Underarter
Arten delas in i följande underarter:
- A. c. assoana
- A. c. centriberica
- A. c. maragatorum